# Philip Noel-Baker
John Philip Noel-Baker, Baron Noel-Baker, britanski politik, diplomat, olimpijski športnik, nobelovec, aktivist za razorožitev, * 1. november 1889, † 8. oktober 1982, London, Združeno kraljestvo.
Bil je nosilec olimpijske zastave in imetnik srebrne medalje na poletnih olimpijskih igrah 1920 v Antwerpnu, prejel je Nobelovo magrado za mir leta 1959.
Noel-Baker je edina oseba, ki je dobila medaljo na Olimpijskih igrah in prejela Nobelovo nagrado. Opravljal je tudi delo poslanca delavske stranke od 1929–1931 in 1936–1970 in opravljal več upravnih funkcij kot predstavnik vlade. Leta 1977 je prejel doživljenjski a ne dedni plemiški naziv barona.

## Zgodnje življenje in športna kariera
Rojen je bil v Londonu, šesti od sedmih otrok v Kanadi rojenega kvekerja očeta Josepha Allena Bakerja in škotske matere Elizabeth Balmer Moscrip. Njegov oče se je preselil v Anglijo leta 1876 za vzpostavitev proizvodnega obrata in je opravljal tudi politično funkcijo za progresivno stranka za okrožni odbor od 1895 do 1906, in nato kot član liberalne stranke v spodnjem domu angleškega parlamenta od 1905 do 1918.
Baker se je izobraževal v šoli Ackworth in Bootham, nato pa se je preselil v ZDA na Haverford College v Pennsylvaniji, izobraževalni ustanovi povezani s kvekerskim gibanjem. Po vrnitvi v Anglijo je študiral na King's College, Cambridge od 1908 do 1912. Bil je odličen študent, ki se je ukvarjal s študijem zgodovine in ekonomije, bil pa je tudi viden del univerzitetnega društva in celo predsednik univerzitetnega atletskega kluba od 1910 do 1912.
Tekmoval je na olimpijskih igrah pred prvi svetovni vojni in po njej. Tekel je za Veliko Britanijo v atletskih kategorijah 800 m in 1500 metrov na Olimpijskih igrah 1912 v Stockholmu, doseže finale v razdalji 1500 metrov, zmagal pa je njegov kolega Arnold Jackson. Bil je kapetan Britanske štafetne ekipe leta 1920 na poletnih olimpijskih igrah v Antwerpnu, kjer tudi nosi zastavo. Osvojil je svojo prvo dirko v 800 metrov, potem pa se je osredotočil tekmo na 1500 metrov, kjer je osvojil srebrno medaljo za Albertom Hillom. Ponovno je bil kapitan za poletne olimpijske igre 1924 v Parizu, vendar pa ni tekmoval.
Že zelo zgodaj se izoblikuje poklicno kot akademik. Leta 1914 je imenovan podravnatelj kolidža Ruskin v univerzi Oxford leta 1914, nato je imenovan v kolegij domačega King's College v Cambridge univerzi leta 1915. V časuprve svetovne vojne je organiziral in vodil reševalno enoto prijateljev, kvekersko zdravstveno enoto, ki je opravljala delo na fronti v Franciji (1914-1915), in se je nato leta 1916 preselil v angleško enoto, ki je skrbela za zdravje vojakov v Italiji in tako sodeloval intenzivno z angleško enoto Rdečega križa.

## Politična kariera
Po prvi svetovni vojni je Noel-Pek je tesno sodeloval z Robertom Cecilom, tedaj pomočnikom prvega generalnega sekretarja Društva narodov Erica Drummonda. Postal je prvi predstojnik katedre za mednarodne odnose, ki je deluje v Oxfordu in London School of Economics and Political Science. Postane tudi predavatelj na univerzi Yale od 1933 do 1934. Njegova politična kariera z delavsko stranko se je začela leta 1924, ko je brez uspeha kandidiral za konzervativno stranko iz relativno nezahtevnega okrožja. Izvoljen je bil za poslanca leta 1929 in je nato večinoma pomagal kot parlamentarni tajnik za državnega sekretarja ministrstva za zunanje zadeve Arthurja Hendersona.
Noel Baker ob seriji neuspešni volitev ostaja še vedno pod okriljem Arthurja Hendersona in mu tako pomaga pri Svetovni razorožitveni konferenci v Ženevi med leti 1932-1933. Zaradi uglednega akademskega položaja napreduje v okviru delavske stranke ob bližajoči drugi svetovni vojni. Med drugo svetovno vojno postane poslanski tajnik ministrstva za promet in zveze med vojno. Kratek čas je tudi minister za zunanje zadeve, a ohranja razmeroma visok politični položaj in po vojno postane celo član vladnega kabineta.
Noel-Pek velja za ministra, ki je bil pristojen za organiziranje olimpijskih iger leta 1948 v Londonu. Bil je tudi član angleške delegacije, ko so oblikovali bodočo Organizacijo združeni narodov, pripomogel je tako pri osnutkih listin in oblikovanju drugih pravil kot angleški delegat. V istem času je celo napredoval v predsednika delavske stranke 1946-1947, a je kmalu izgubil svoj položaj. V vladi so ga prestavili na Ministrstvo za gorivo in energijo, v javnosti pa je bil vedno bolj prepoznaven predvsem kot nasprotnik tedaj politike levih strank, ki so se močno opirale na marksistična načela. Tako je nasprotoval vladnem nadzoru nacionalnega gospodarstva, nacionalizaciji jeklarne industrije in zagotavljanja blagostanja za prebivalstvo v smislu izobraževanja, zdravstva. Leve stranke so kasneje postale tudi močan zagovornik jedrskega orožja v svetovnih pogovorih. To je bila točka, kjer se je Noel Baker najbolj trdno ujel z voditeljem delavske stranke, ki se je na tej točki upiral svojim volilcem. Zaradi javnega nastopanja v imenu svetovne razorožitve jedrskih sil je bil nagrajen z Nobelovo nagrado za mir leta 1959. Leta 1979 je z Fennerjem Brockwayem ustanovil Kampanjo za svetovno razorožitev in jo pomagal voditi do svoje smrti.

## Zasebno življenje
Junija 1915 se je Philip Baker poročil z Irene Noel, vojaško bolničarko, in tako sprejel deljen priimek Noel-Baker. Njegova žena je bila tudi prijateljica pisateljice Virginie Woolf. Njun edini sin Francis Noel-Baker je prav tako postal poslanec delavske stranke in celo deloval ob očetu v parlamentu. Zakonska zveza ni bila povsem uspešna, saj je Noel Baker izbral ljubimko Megan Lloyd George, hčer pomembnega liberalnega državnika Davida Lloyda Georga. Megan spremeni nazor in se pridruži delavski stranki, a izvenzakonska zveza preneha po smrti žene Irene leta 1956. Ob smrti pri dopolnjenem 92.letu starosti je pokopan ob ženi na pokopališču Heyshott, West Sussex.